# Step Up 3D (banda sonora)
Step Up 3D es la banda sonora de la película homónima del 2010. La banda sonora contiene canciones de artistas de hoy, como Trey Songz, Flo Rida y Laza Morgan.

## Canciones
| Edición estándar |                        | |                                                          |          |  |
| N.º              | Título                 | Escritor(es)                                                                                                | Intérprete(s)                                            | Duración |  |
| 1.               | «Club Can't Handle Me» | Mike Caren, Tramar Dillard, David Guetta, Carmen Key, KC Livingston, Frederic Riesterer                     | Flo Rida con David Guetta                                | 3:52     |  |
| 2.               | «My Own Step»          | Jeffrey Johnson, Jamal Jones, Donnell Prince, T-Pain, Lefabian Williams                                     | Roscoe Dash & T-Pain con Fabo                            | 4:08     |  |
| 3.               | «This Instant»         | George Kranz, T-Pain, Justin Henderson, Chris Whitacre, N. Williams                                         | Sophia Fresh con T-Pain                                  | 3:54     |  |
| 4.               | «Already Taken»        | Ester Dean, Alja Jackson, Jamal Jones, Tremaine Neverson                                                    | Trey Songz                                               | 3:59     |  |
| 5.               | «This Girl»            | O. Morgan, J. Bunetta, S. "Pages" Mehner                                                                    | Laza                                                     | 3:09     |  |
| 6.               | «Fancy Footwork»       | Chromeo, Gemayel, D. Macklovitch                                                                            | Chromeo                                                  | 3:18     |  |
| 7.               | «Beggin'»              | Peggy Farina, Bob Gaudio                                                                                    | Madcon                                                   | 3:36     |  |
| 8.               | «Up»                   | Ester Dean, Dapo Torimiro                                                                                   | Jesse McCartney                                          | 2:42     |  |
| 9.               | «Bust Your Windows»    | Jazmine Sullivan, Remi Gibbs, Cortez Way                                                                    | Jazmine Sullivan                                         | 4:26     |  |
| 10.              | «I Can Be a Freak»     | Ruben Fernhout, David Guetta, Jason D. Harrow, Beresford Romeo, Estelle Fanta Swara, Wall Van De Nick L.    | Estelle con Kardinal Offishall                           | 3:41     |  |
| 11.              | «Whatchadoin?»         | Zé Gonzales, M.I.A., Spank Rock, Sam Spiegel                                                                | N.A.S.A. con M.I.A., Spank Rock, Santigold & Nick Zinner | 4:09     |  |
| 12.              | «Tear Da Roof Off»     | Kasseem Dean, Trevor Smith                                                                                  | Busta Rhymes                                             | 3:37     |  |
| 13.              | «Move If You Wanna»    | Ernest Clark, Corey Llewellyn, Erik S. Mendelson, Maurice Mims Shawn, Marcos Enrique Palacios               | Mims                                                     | 3:11     |  |
| 14.              | «Shawty Got Moves»     | Willie Poole                                                                                                | Get Cool                                                 | 3:14     |  |
| 15.              | «Irresistible»         | Juan Luis Morera, Llandel Veguilla Malavé, Marcos Masis                                                     | Wisin & Yandel                                           | 3:06     |  |
| 16.              | «Let Me C It»          | Moses Barret, Willie Poole                                                                                  | Get Cool con Petey Pablo                                 | 3:32     |  |
| 17.              | «Empire State of Mind» | Shawn Carter, Alicia Augello-Cook, Angela Hunter, Bert Keys, Silvia Robinson, Jane't Sewell, Al Shuckburgh. | Jay-Z con Alicia Keys                                    | 4:42     |  |
| 58:44            |                        | |                                                          |          |  |

| Edición deluxe |                       |                         |               |          |  |
| N.º            | Título                | Escritor(es)            | Intérprete(s) | Duración |  |
| 18.            | «Spirit Of The Radio» | Cosmo Hickox, Jay Rand  | J. Randall    | 2:59     |  |
| 19.            | «Work The Middle»     |                         | Ericka June   | 3:39     |  |
| 20.            | «This Girl» (video)   | Morgan, Bunetta, Mehner | Laza          | 3:10     |  |

## Posicionamiento
| Listas (2010)                         | Posición |
| ------------------------------------- | -------- |
| U.S. Billboard 200                    | 29       |
| U.S. Billboard Top R&B/Hip-Hop Albums | 7        |
| U.S. Billboard Top Digital Albums     | 9        |
| U.S. Billboard Top Soundtracks        | 2        |
| Canadian Albums Chart                 | 8        |
| Nueva Zelanda Top 40                  | 7        |
| Australia Top 50                      | 9        |
| Bélgica Top 50                        | 4        |
| Suiza Top 100                         | 6        |
| Países Bajos Top 100                  | 80       |
| Grecia Top 50                         | 22       |
| Polonia Top 50                        | 13       |
| Dinamarca Top 40                      | 39       |
| Francia Top 150                       | 45       |
| Austria Top 75                        | 2        |
| Alemania Top 50                       | 14       |
| Italia Compilation Chart              | 10       |
| Amazon Soul                           | 1        |
| Amazon R&B                            | 6        |
| Amazon Compilaciones                  | 1        |
| Amazon Soundtracks                    | 13       |
| Amazon Movie Scores                   | 6        |
| Amazon Movie Soundtracks              | 6        |